# Michel Parizeau
Michel Gérard Parizeau (Montréal, 9 aprile 1948) è un allenatore di hockey su ghiaccio ed ex hockeista su ghiaccio canadese.
Nel corso della carriera ha giocato nella National Hockey League e nella World Hockey Association.

## Carriera
In occasione dell'NHL Amateur Draft 1965 Bouchard fu scelto in decima posizione assoluta dai New York Rangers. Nelle tre stagioni successive militò nella Quebec Junior Hockey League con i Drummondville Rangers, arrivando nel 1968 fino alla Memorial Cup.
Terminata l'avventura nella QJHL Parizeau nell'estate del 1968 firmò il primo contratto da professionista con i Rangers, tuttavia non ebbe mai l'occasione di esordire in NHL. Fino al 1971 giocò infatti nella Central Hockey League con gli Omaha Knights, conquistando due titoli consecutivi fra il 1970 e il 1971.
Nella stagione 1971-72 Parizeau riuscì finalmente ad esordire in NHL vestendo fino al mese di dicembre la maglia dei St. Louis Blues, mentre fino al termine della stagione si trasferì ai Philadelphia Flyers.
Nel 1972 Parizeau tentò la fortuna nella nuova lega professionistica rivale della NHL, la World Hockey Association, scelto dai Quebec Nordiques. Con la formazione canadese conquistò la chiamata per l'All-Star Game del 1973 e giunse fino alla finale dell'Avco World Trophy del 1975 contro gli Houston Aeros. Nel febbraio del 1976 cambiò squadra arrivando dopo uno scambio agli Indianapolis Racers. Concluse la carriera da giocatore nel 1979 con i Cincinnati Stingers in seguito al fallimento dei Racers.
Negli anni 1980 fece l'allenatore nella Quebec Major Junior Hockey League dopo una breve esperienza nella American Hockey League.

## Palmarès

### Club
- Adams Cup: 2

Omaha: 1969-1970, 1970-1971

### Individuale
- CHL First All-Star Team: 1

1970-1971
- WHA All-Star Game: 2

1973, 1977